# Aeropuerto Internacional Dr. Antonio Agostinho Neto
El Aeropuerto Internacional Dr. Antonio Agostinho Neto (en portugués: Aeroporto Internacional Dr. António Agostinho Neto) (IATA: NBJ, ICAO: FNBJ), también conocido como Novo Aeroporto Internacional de Luanda (NAIL) es un aeropuerto internacional sirviendo a la capital de Angola, Luanda. Está localizado en la comuna deBom Jesus, en la municipalidad de Ícolo e Bengo, Provincia de Luanda, a 40 km del sureste del centro de Luanda. 
Es el aeropuerto más grande jamás construido por una empresa china fuera de China. Se pretende que sea la principal puerta de entrada de Angola al mundo y un importante centro aéreo para África. Reemplazará gradualmente al actual Aeropuerto Quatro de Fevereiro de la ciudad, que permanecerá abierto para servicios aéreos no comerciales, mantenimiento y entrenamiento.
El aeropuerto está diseñado para 15 millones de pasajeros al año y 130.000 toneladas métricas de carga. Los cinco aeropuertos más activos de África manejan entre 7,5 y 28 millones de pasajeros al año, de los cuales tres tienen vuelos directos desde Luanda. El antiguo aeropuerto de Luanda atendió a 5,6 millones de pasajeros en 2018.
Si bien reconoce que el nuevo aeropuerto tendrá una capacidad mucho mayor que la necesaria en 2024, el gobierno lo considera una apuesta a futuro, con la esperanza de facilitar el aumento del comercio dentro de África, especialmente de carga aérea.

## Retrasos operativos
El aeropuerto fue inaugurado oficialmente el 10 de noviembre de 2023. Está previsto que los vuelos nacionales de pasajeros comiencen en febrero de 2024 y los servicios de pasajeros internacionales en junio de 2024.
Sin embargo, las operaciones de vuelo comenzaron lentamente, ya que el primer vuelo de carga se realizó el 19 de diciembre de 2023, y solo se completaron 32 vuelos de carga hasta el 20 de febrero de 2024. Durante los 30 días que terminaron el 9 de agosto de 2024, se registraron menos de 10 vuelos. A principios de abril de 2024, la fecha objetivo para trasladar todas las operaciones al nuevo aeropuerto era finales de 2024.

## Construcción e Instalaciones

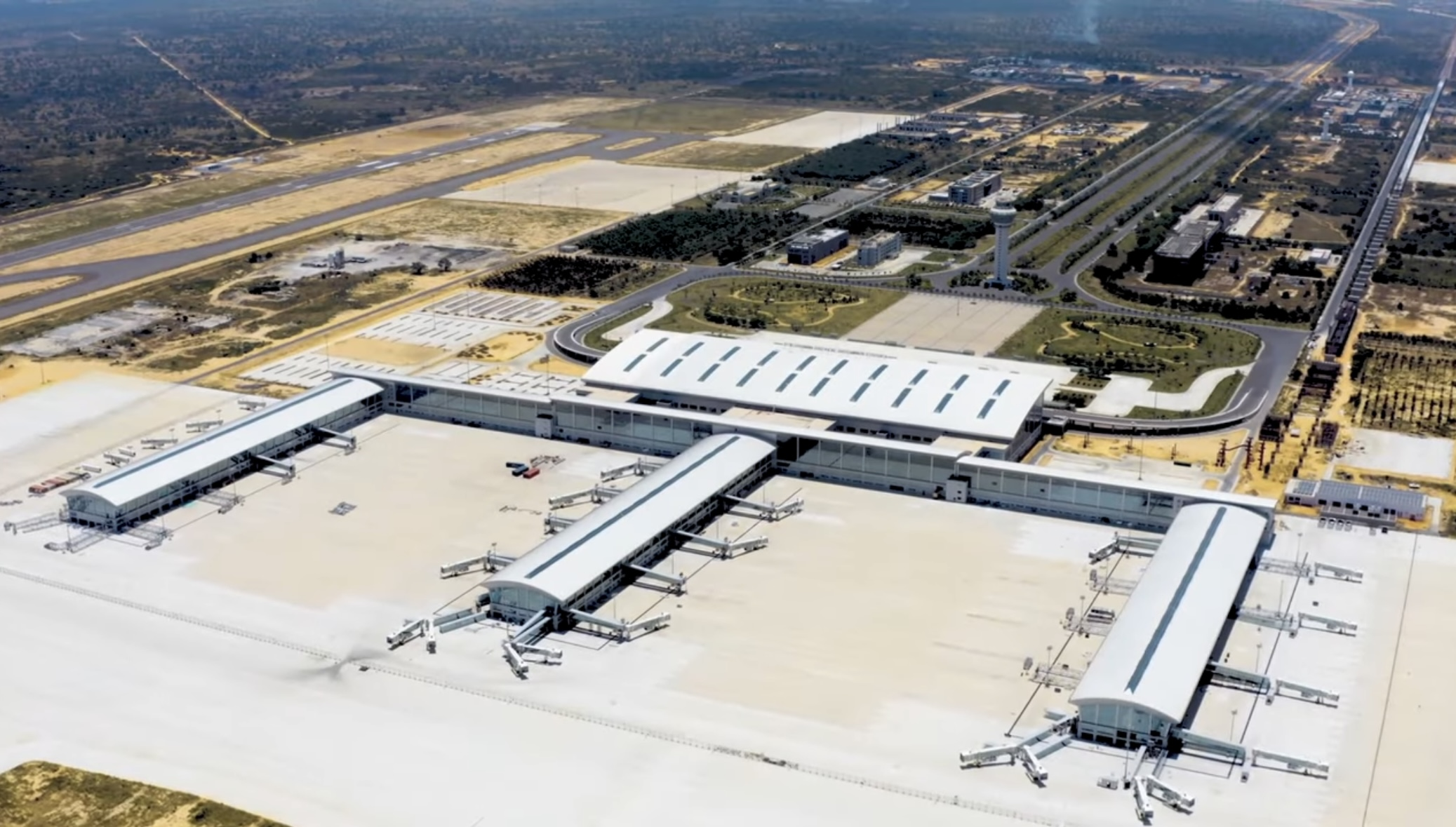
Terminal principal

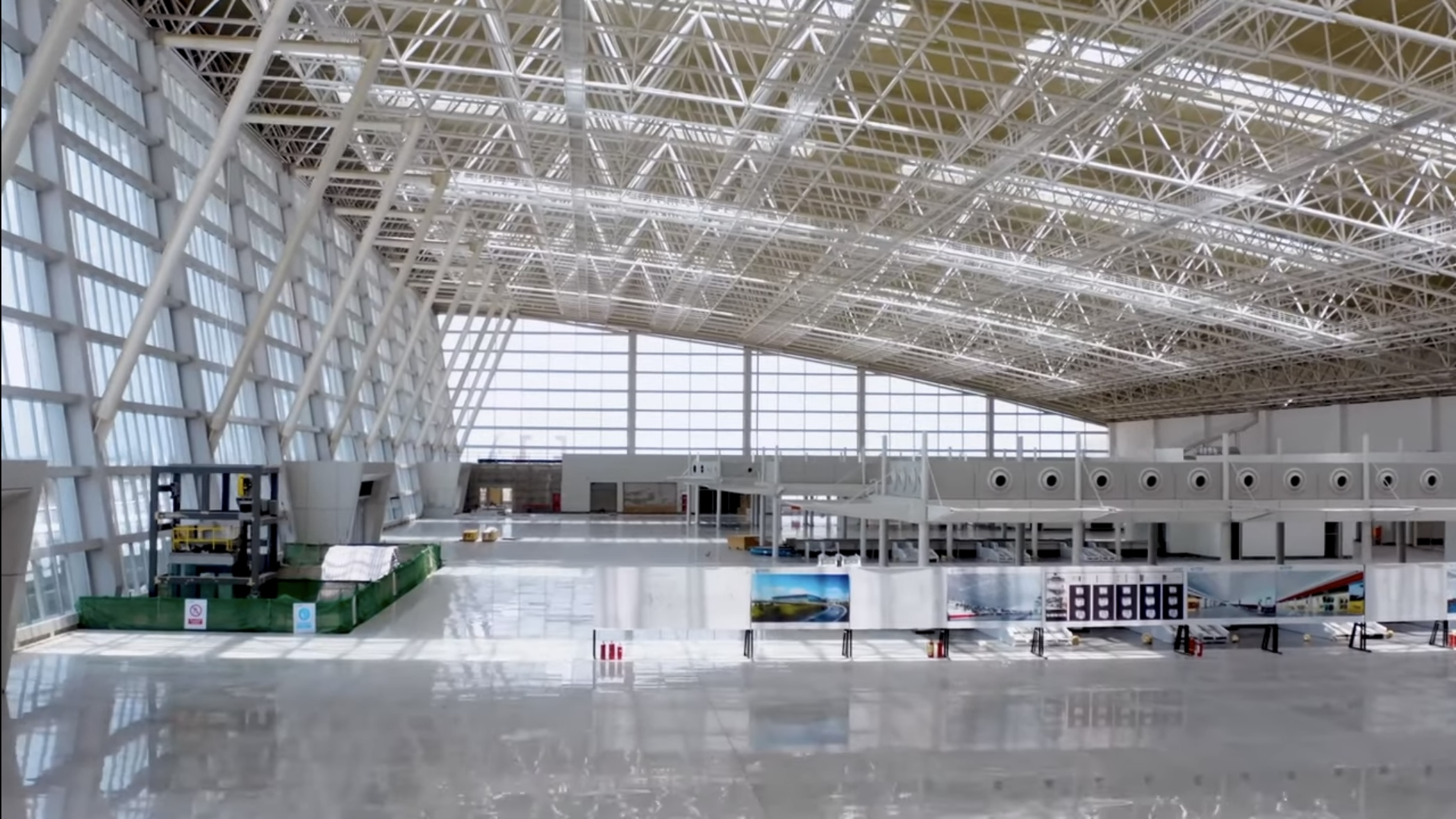
Sala de facturación

El sitio fue seleccionado en 2004 y la construcción comenzó a mediados de 2006. La fecha original de finalización era 2012. Los costos de construcción, que serían financiados en gran parte por China, se estimaron en 2015 en 3.800 millones de dólares. Los informes de 2024 indican que el proyecto comenzó en 2005 y que la construcción comenzó en 2013. El proyecto fue liderado inicialmente por China International Fund  en conjunto con la empresa brasileña Odebrecht hasta 2019, luego por Aviation Industry Corporation of China. El contrato original se rescindió en 2017 y se emitió un nuevo contrato en 2020.
La instalación tiene una superficie total de 43 hectáreas, compuesta por dos modernas pistas y tres edificios terminales. La terminal de pasajeros ocupa 160.000 m², mientras que la terminal de carga tiene 6.200 m², en un recinto con una superficie total de 50 km².
El proyecto incluye la construcción de una conexión ferroviaria con la capital. Debido a los altos atascos de tráfico y para poder hacer frente al tráfico futuro, la conexión por carretera con Luanda requirió que la carretera existente de Luanda a Malanje necesitara una ampliación masiva, que ahora está completada y se convirtió en una autopista de seis y cuatro carriles.

### Pistas de aterrizaje
El aeropuerto tiene dos pistas paralelas, ubicadas a 2,2 kilómetros (1,3 millas) una de otra. La primera pista mide 4.000 m × 60 m (13.123 pies × 200 pies). La segunda pista tiene unas dimensiones de 3.800 m × 60 m (12.467 pies × 200 pies). 